# Mount Vernon (Missouri)
Mount Vernon è un comune degli Stati Uniti d'America, situato nello Stato del Missouri, nella contea di Lawrence, della quale è il capoluogo.